# Шумский район
Шу́мский райо́н (укр. Шу́мський райо́н) — упразднённая административная единица на севере Тернопольской области Украины. Административный центр — город Шумск.

## География
Площадь — 838 км² (8-е место среди районов).
Район граничил на севере с Дубновским и Здолбуновским районами Ровненской области, на юге — с Лановецким и Збаражским, на западе — с Кременецким районами Тернопольской области, на востоке — с Острожским районом Ровненской области и Белогорским районом Хмельницкой области.
Основные реки — Вилия.

## История
Образован в 1940 году. В 1962—1965 территория района входила в состав Кременецкого района. В ходе административно-территориальной реформы в Украине, в 2020 году район был упразднён, его территория снова вошла в состав Кременецкого района. На территории района были сформированы Великодедеркальская и Шумская территориальные общины. Территория Пищатинского сельского совета вошла в состав Барсуковской сельской общины, а Подгаецкого сельского совета — в состав Кременецкой городской общины.

## Демография
Население района составляла 33 015 человек (данные 2019 года), в том числе в городских условиях проживало 5470 человек, в сельских — 27 545 человек.

## Административное устройство
Намомент упразднения район включал в себя:
Количество советов:
- городских — 1
- сельских — 32

Количество населённых пунктов:
- городов районного значения — 1
- сёл — 60

## Населённые пункты
| - Шумский городской совет город Шумск - Андрушовский сельский совет село Андрушовка село Кутянка село Переморовка село Русская Гута - Боложовский сельский совет село Боложовка - Брыковский сельский совет село Брыков село Коновица - Быковецкий сельский совет село Быковцы - Васьковецкий сельский совет село Васьковцы село Куты село Малые Садки - Великодедеркальский сельский совет село Великие Дедеркалы село Волковцы село Малые Дедеркалы - Великозагайцевский сельский совет село Великие Загайцы село Малые Загайцы село Туры - Вилийский сельский совет село Вилия село Новосёлка село Тетильковцы - Жолобковский сельский совет село Жолобки - Залесцевский сельский совет село Залесцы село Забара - Иловицкий сельский совет село Великая Иловица село Антоновцы село Малая Иловица - Кордышевский сельский совет село Кордышев село Круголец село Мировое - Летовищенский сельский совет село Летовище село Сошище - Людвищенский сельский совет село Людвище | - Матвеевский сельский совет село Матвеевцы село Гриньковцы - Мизюринский сельский совет село Мизюринцы - Онишковецкий сельский совет село Онишковцы - Подгаецкий сельский совет село Подгайцы село Вербица село Кудлаевка - Пищатинский сельский совет село Пищатинцы - Потуторовский сельский совет село Потуторов - Радошовский сельский совет село Радошовка - Рохмановский сельский совет село Рохманов село Залужье село Обыч - Садковский сельский совет село Садки - Сосновский сельский совет село Сосновка село Бырки - Стожокский сельский совет село Стожок - Суражский сельский совет село Сураж село Ходаки - Темногаецкий сельский совет село Темногайцы - Тылявский сельский совет село Тылявка село Башковцы село Одерадовка - Угорский сельский совет село Угорск - Цеценёвский сельский совет село Цеценёвка - Шкроботовский сельский совет село Шкроботовка - Шумбарский сельский совет село Шумбар село Новостав |